# 静新SBSグループ
静新SBSグループ（しずしんエスビーエスグループ）は、静岡新聞社と静岡放送（SBS）を中核とする静岡県の地域メディア・コングロマリット。

## 概要
静岡県を主な営業範囲とする12の企業と各種の関連団体により構成される。静岡新聞社と静岡放送は本社が入居する静岡新聞放送会館を始め、全ての本支社・総局で設備を共有している。
オーナー一族の大石家が静岡県に隣接する山梨県を営業範囲とする山梨日日新聞社のオーナー一族・野口家と野口英一の母が大石光之助の二女と姻戚関係にある。そのため同紙と山梨放送を中核とする山日YBSグループと友好関係にある。

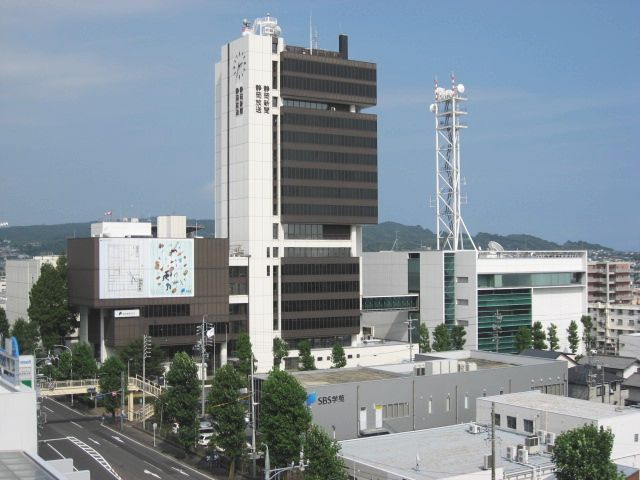
静岡 新聞放送会館

## 沿革
- 1941年（昭和16年）12月1日、静岡民友新聞他5紙が戦時体制に伴う「一県一紙」政策で合同し、静岡新聞社が発足する。
- 1952年（昭和27年）10月1日、静岡放送設立。11月1日よりラジオ放送開始。開局当初の呼称は「ラジオ静岡」。
- 1958年（昭和33年）11月1日、静岡放送がテレビ放送開始。開局当初の呼称は「ラジオ静岡テレビ」。
- 1970年（昭和45年）3月、静岡新聞社・静岡放送の新本社ビル・新聞放送会館が落成。
- 1997年（平成9年）3月、静岡新聞制作センター落成。
- 2001年（平成13年）10月、静岡放送新館が落成。テレビの送出機能がほぼ全面的に新館へ移転し本館はラジオの制作・送出機能が主となるがテレビの制作機能も一部留まる。

## オーナー大石一族
- 大石光之助（静岡新聞初代社長・静岡放送創業者）
- 大石益光（光之助の長男、静岡新聞・静岡放送2代目社長）
- 松井純（静岡新聞・静岡放送3代目社長）
- 大石剛（松井の長男、静岡放送・静岡新聞4代目社長）

## 静新SBSグループ企業・関連団体
| 企業名                | 設立   | 業態                               |
| --------------------- | ------ | ---------------------------------- |
| 静岡新聞社            | 1941年 | 地方新聞社                         |
| 静岡放送（SBS）       | 1952年 | テレビおよびラジオ放送局           |
| 静岡新聞総合印刷      | 2010年 | 印刷会社                           |
| 静岡県新聞輸送        | 1962年 | 運輸業                             |
| SBSマイホームセンター | 1987年 | 住宅展示場                         |
| SBSプロモーション     | 1973年 | 広告・旅行および保険代理店         |
| SBSメディアビジョン   | 2008年 | テレビ・ラジオ番組企画制作         |
| ハワイ報知社          | 1912年 | ハワイ州における唯一の邦字新聞発行 |
| 伊豆新聞本社          | 1948年 | 伊豆半島における地域紙発行         |
| トムス                | 1988年 | マーケティング                     |
| SBSメディアサービス   | 1990年 | タウン紙・フリーペーパー発行       |
| SBS情報システム       | 1999年 | システムインテグレータ             |

| 団体名                            | 設立   | 業態                               |
| --------------------------------- | ------ | ---------------------------------- |
| 静岡新聞・静岡放送文化福祉事業団  | 2011年 | 公益財団法人                       |
| 駿府博物館                        | 1971年 | 駿府に関する歴史資料の収集・展示   |
| 静岡県中部未来懇話会              | 1968年 | 各種フォーラム・セミナー開催       |
| 静岡新聞社・静岡放送 21世紀倶楽部 | 1985年 | 遠州地方におけるセミナー開催       |
| サンフロント21懇話会              | 1994年 | 駿東・伊豆地方におけるセミナー開催 |
| SBS静岡健康増進センター           | 1971年 | 人間ドック                         |
| 静岡新聞放送健康保険組合          | -      | 健康保険組合                       |
| 静岡新聞放送厚生年金基金          | -      | 厚生年金基金                       |